# Francis Bonafede
Francis Bonafede (ur. 14 lipca 1939 w Monako) – monakijski strzelec, olimpijczyk. 
Brał udział w Letnich Igrzyskach Olimpijskich 1960 (Rzym). Startował w kwalifikacjach do trapu, których jednak nie przeszedł.